# Grande Prêmio da Austrália de 2016 (MotoGP)
O Grande Prêmio da MotoGP da Austrália de 2016 ocorreu em 23 de outubro.

## Resultados

### Classificação MotoGP
| Pos | Piloto           | Equipe                        | Moto    | Tempo     | Pontos |
| --- | ---------------- | ----------------------------- | ------- | --------- | ------ |
| 1   | Cal Crutchlow    | LCR Honda                     | Honda   | 40'48.543 | 25     |
| 2   | Valentino Rossi  | Movistar Yamaha MotoGP        | Yamaha  | +4.218    | 20     |
| 3   | Maverick Viñales | Team SUZUKI ECSTAR            | Suzuki  | +5.309    | 16     |
| 4   | Andrea Dovizioso | Ducati Team                   | Ducati  | +9.157    | 13     |
| 5   | Pol Espargaro    | Monster Yamaha Tech 3         | Yamaha  | +14.299   | 11     |
| 6   | Jorge Lorenzo    | Movistar Yamaha MotoGP        | Yamaha  | +20.125   | 10     |
| 7   | Scott Redding    | OCTO Pramac Yakhnich          | Ducati  | +28.369   | 9      |
| 8   | Bradley Smith    | Monster Yamaha Tech 3         | Yamaha  | +28.781   | 8      |
| 9   | Danilo Petrucci  | OCTO Pramac Yakhnich          | Ducati  | +28.792   | 7      |
| 10  | Jack Miller      | Estrella Galicia 0,0 Marc VDS | Honda   | +28.815   | 6      |
| 11  | Stefan Bradl     | Aprilia Racing Team Gresini   | Aprilia | +31.809   | 5      |
| 12  | Alvaro Bautista  | Aprilia Racing Team Gresini   | Aprilia | +47.734   | 4      |
| 13  | Yonny Hernandez  | Pull & Bear Aspar Team        | Ducati  | +47.749   | 3      |
| 14  | Eugene Laverty   | Pull & Bear Aspar Team        | Ducati  | +54.311   | 2      |
| 15  | Mike Jones       | Avintia Racing                | Ducati  | +55.875   | 1      |
| 16  | Tito Rabat       | Estrella Galicia 0,0 Marc VDS | Honda   | +1'06.395 | 0      |
| 17  | Nicky Hayden     | Repsol Honda Team             | Honda   | +1'22.604 | 0      |

### Classificação Moto2
| Pos | Piloto              | Equipe                        | Moto     | Tempo     | Pontos |
| --- | ------------------- | ----------------------------- | -------- | --------- | ------ |
| 1   | Thomas Luthi        | Garage Plus Interwetten       | Kalex    | 39'15.891 | 25     |
| 2   | Franco Morbidelli   | Estrella Galicia 0,0 Marc VDS | Kalex    | +0.010    | 20     |
| 3   | Sandro Cortese      | Dynavolt Intact GP            | Kalex    | +0.530    | 16     |
| 4   | Lorenzo Baldassarri | Forward Team                  | Kalex    | +3.081    | 13     |
| 5   | Takaaki Nakagami    | IDEMITSU Honda Team Asia      | Kalex    | +3.815    | 11     |
| 6   | Jonas Folger        | Dynavolt Intact GP            | Kalex    | +11.087   | 10     |
| 7   | Simone Corsi        | Speed Up Racing               | Speed Up | +13.291   | 9      |
| 8   | Axel Pons           | AGR Team                      | Kalex    | +16.411   | 8      |
| 9   | Marcel Schrotter    | AGR Team                      | Kalex    | +17.650   | 7      |
| 10  | Xavi Vierge         | Tech 3 Racing                 | Tech 3   | +17.665   | 6      |
| 11  | Xavier Simeon       | QMMF Racing Team              | Speed Up | +17.762   | 5      |
| 12  | Johann Zarco        | Ajo Motorsport                | Kalex    | +17.796   | 4      |
| 13  | Jesko Raffin        | Sports-Millions-EMWE-SAG      | Kalex    | +31.575   | 3      |
| 14  | Edgar Pons          | Paginas Amarillas HP 40       | Kalex    | +34.670   | 2      |
| 15  | Ratthapark Wilairot | IDEMITSU Honda Team Asia      | Kalex    | +40.454   | 1      |
| 16  | Luca Marini         | Forward Team                  | Kalex    | +47.707   | 0      |
| 17  | Robin Mulhauser     | CarXpert Interwetten          | Kalex    | +1'34.470 | 0      |
| 18  | Ramdan Rosli        | Petronas AHM Malaysia         | Kalex    | 1 volta   | 0      |

### Classificação Moto3
| Pos | Piloto              | Equipe                          | Moto      | Tempo    | Pontos |
| --- | ------------------- | ------------------------------- | --------- | -------- | ------ |
| 1   | Brad Binder         | Red Bull KTM Ajo                | KTM       | 8'17.408 | 25     |
| 2   | John Mcphee         | Peugeot MC Saxoprint            | Peugeot   | +0.591   | 20     |
| 3   | Fabio Quartararo    | Leopard Racing                  | KTM       | +0.667   | 16     |
| 4   | Andrea Locatelli    | Leopard Racing                  | KTM       | +0.698   | 13     |
| 5   | Gabriel Rodrigo     | RBA Racing Team                 | KTM       | +0.970   | 11     |
| 6   | Andrea Migno        | SKY Racing Team VR46            | KTM       | +1.084   | 10     |
| 7   | Enea Bastianini     | Gresini Racing Moto3            | Honda     | +1.164   | 9      |
| 8   | Tatsuki Suzuki      | CIP-Unicom Starker              | Mahindra  | +1.525   | 8      |
| 9   | Jules Danilo        | Ongetta-Rivacold                | Honda     | +2.100   | 7      |
| 10  | Niccolò Antonelli   | Ongetta-Rivacold                | Honda     | +2.169   | 6      |
| 11  | Jorge Navarro       | Estrella Galicia 0,0            | Honda     | +2.535   | 5      |
| 12  | Adam Norrodin       | Drive M7 SIC Racing Team        | Honda     | +3.561   | 4      |
| 13  | Marcos Ramirez      | Platinum Bay Real Estate        | Mahindra  | +3.756   | 3      |
| 14  | Maria Herrera       | MH6 Team                        | KTM       | +3.937   | 2      |
| 15  | Albert Arenas       | Peugeot MC Saxoprint            | Peugeot   | +4.002   | 1      |
| 16  | Philipp Oettl       | Schedl GP Racing                | KTM       | +4.457   | 0      |
| 17  | Hiroki Ono          | Honda Team Asia                 | Honda     | +5.239   | 0      |
| 18  | Bo Bendsneyder      | Red Bull KTM Ajo                | KTM       | +9.303   | 0      |
| 19  | Lorenzo Dalla Porta | SKY Racing Team VR46            | KTM       | +9.681   | 0      |
| 20  | Fabio Spiranelli    | CIP-Unicom Starker              | Mahindra  | +11.915  | 0      |
| 21  | Lorenzo Petrarca    | 3570 Team Italia                | Mahindra  | +12.462  | 0      |
| 22  | Stefano Valtulini   | 3570 Team Italia                | Mahindra  | +12.508  | 0      |
| 23  | Jorge Martin        | Pull & Bear Aspar Mahindra Team | Mahindra  | +21.189  | 0      |
| 24  | Livio Loi           | RW Racing GP BV                 | Honda     | +31.194  | 0      |
| 25  | Matt Barton         | Suus Honda                      | FTR Honda | +39.186  | 0      |
| 26  | Aron Canet          | Estrella Galicia 0,0            | Honda     | +39.686  | 0      |
| 27  | Darryn Binder       | Platinum Bay Real Estate        | Mahindra  | +57.786  | 0      |